# Jessica McNamee
Jessica McNamee, född 16 juni 1986 i Sydney i New South Wales, är en australisk skådespelerska. Hon fick som mest berömmelse i hemlandet Australien, genom att medverka i TV-serierna Home and Away och Packed to the Rafters, som båda sändes på TV-kanalen Seven Network. Hon har därefter spelat rollen som Theresa Kelly i USA Network-serien Sirens (2014–2015), samt medverkat i filmer som Älska mig igen (2012), CHiPs (2017), Battle of the Sexes (också från 2017), The Meg (2018) och Mortal Kombat (2021).
Jessica McNamee är född och uppvuxen i Australiens största stad Sydney. Hon är syster till skådespelerskan Penny McNamee och moster till Teagan Croft, som även hon arbetar som skådespelerska. Hon är dessutom sedan april 2019 gift med Patrick Caruso, som arbetar som fastighetsutvecklare.

## Filmografi (i urval)

### Filmer
- 2010 – The Loved Ones
- 2012 – Älska mig igen
- 2017 – CHiPs
- 2017 – Battle of the Sexes
- 2018 – The Meg
- 2019 – Locusts
- 2020 – Black Water: Abyss
- 2021 – Mortal Kombat
- 2025 – Mortal Kombat 2

### TV-serier
- 2007 – Home and Away (TV-serie)
- 2008–2013 – Packed to the Rafters (TV-serie)
- 2013 – White Collar (TV-serie)
- 2014–2015 – Sirens (TV-serie)
- 2019 – Into the Dark (TV-serie)
- 2022 – Upright (TV-serie)